# الرخام (القفر)

تعديل مصدري - تعديل

الرخام محلة تابعة لقرية المدير، التابعة لعزلة بني عمر السافل بمديرية القفر إحدى مديريات محافظة إب في الجمهورية اليمنية، بلغ تعداد سكانها 88 حسب تعداد اليمن لعام 2004.